# 千の魔剣と盾の乙女
『千の魔剣と盾の乙女』（サウザンドとイージス）は、川口士による日本のライトノベル。2010年12月から2015年1月まで一迅社文庫（一迅社）より刊行された。2024年8月からダッシュエックス文庫（集英社）より、タイトルの読みを時代に合わせ「せんのまけんとたてのおとめ」と改めた一迅社文庫版の合冊版が電子書籍限定で刊行されている。イラストはアシオ（一迅社文庫版）、nio（ダッシュエックス文庫版）が担当。2012年12月時点で累計部数は25万部を突破している。

## 登場人物
年齢は物語開始時のもの。声の項は一迅社文庫版第10卷特装版に付属のドラマCDにおける声優。
ロック
声 - 深町寿成
本作の主人公。16歳。
師に憧れ、いつか魔王を倒すことを夢みる魔剣使いの少年。幼い頃に魔物の襲撃で家族を失ったあと、偶然に出会ったバルトゥータスに弟子入りして魔剣使いとなった。
魔剣をふるうたびに、なぜか刀身を折ってしまうことに悩んでいる。
エリシア
声 - 川澄綾子
鮮やかな金髪の少女。17歳。
ニーウから譲り受けた〈光護(ウォード)〉という、盾と剣がセットになった魔剣を使用する。
フィル
声 - 壱智村小真
錬成師の少女。15歳。
ナギ
魔槍使いの少女。18歳。
バルトゥータス
声 - 須藤翔
ロックの師。31歳。
ニーウ
声 - 結城飛鳥
エリシアの師。25歳。

## 既刊一覧
- 川口士（著）・アシオ（イラスト） 『千の魔剣と盾の乙女』 一迅社〈一迅社文庫〉、全15巻
  1. 2010年12月20日発売[4]、ISBN 978-4-7580-4189-8
  2. 2011年3月19日発売[5]、ISBN 978-4-7580-4214-7
  3. 2011年6月20日発売[6]、ISBN 978-4-7580-4232-1
  4. 2011年9月17日発売[7]、ISBN 978-4-7580-4259-8
  5. 2011年12月17日発売[8]、ISBN 978-4-7580-4281-9
  6. 2012年3月17日発売[9]、ISBN 978-4-7580-4309-0
  7. 2012年6月20日発売[10]、ISBN 978-4-7580-4334-2
  8. 2012年9月20日発売[11]、ISBN 978-4-7580-4366-3
  9. 2013年1月19日発売[12]、ISBN 978-4-7580-4398-4
  10. 2013年5月18日発売[13][14]、ISBN 978-4-7580-4425-7 / ISBN 978-4-7580-4426-4（ドラマCD付特装版）
  11. 2013年9月20日発売[15]、ISBN 978-4-7580-4482-0
  12. 2014年1月18日発売[16]、ISBN 978-4-7580-4519-3
  13. 2014年4月19日発売[17]、ISBN 978-4-7580-4547-6
  14. 2014年9月20日発売[18]、ISBN 978-4-7580-4603-9
  15. 2015年1月20日発売[19]、ISBN 978-4-7580-4654-1
- 川口士（著）・nio（イラスト）、集英社〈ダッシュエックス文庫〉（※電子書籍版のみ）、既刊3巻
  - 『千の魔剣と盾の乙女 第1章 ―目覚める魔剣―』、2024年8月23日発売[20]、ASIN B0CW1J1386
  - 『千の魔剣と盾の乙女 第2章 ―砂塵に眠る光の槍―』、2024年12月25日発売[21]、ASIN B0DP2THGJ7
  - 『千の魔剣と盾の乙女 第3章 ―魔石に導かれし者たち―』、2025年4月25日発売[22]、ASIN B0F2H3BXPM